# NGC 6356
NGC 6356 ist ein Kugelsternhaufen im Sternbild Ophiuchus, in einer Entfernung von rund 50.000 Lichtjahren zur Sonne. Mit einem Durchmesser von 50 Lichtjahren zählt er zu den kleinsten Sternhaufen der Milchstraße.
Das Objekt wurde am 17. Juni 1784 von Wilhelm Herschel entdeckt.